# Повалиці (Свідвинський повіт)
Повалиці (пол. Powalice) — село в Польщі, у гміні Славобоже Свідвинського повіту Західнопоморського воєводства.
Населення — 352 особи (2011).

## Демографія
Демографічна структура станом на 31 березня 2011 року:
|          | Загалом | Допрацездатний вік | Працездатний вік | Постпрацездатний вік |
| -------- | ------- | ------------------ | ---------------- | -------------------- |
| Чоловіки | 171     | 39                 | 118              | 14                   |
| Жінки    | 181     | 52                 | 96               | 33                   |
| Разом    | 352     | 91                 | 214              | 47                   |